# Борн, Элизабет
Элизабе́т Борн (фр. Élisabeth Borne; род. 18 апреля 1961[…], XV округ Парижа) — французский политический и государственный деятель. Государственный министр, Министр национального просвещения Франции, высшего образования и научных исследований Франции с 23 декабря 2024 года.
Премьер-министр Франции (2022—2024), стала второй женщиной-премьер-министром Франции после Эдит Крессон. Министр труда, занятости и интеграции (2020—2022), ответственный министр транспорта при министре комплексных экологических преобразований (2017—2019), министр комплексных экологических преобразований (2019—2020).

## Биография

### Происхождение
Элизабет Борн родилась 18 апреля 1961 года в Париже. Её мать родом из Нормандии, отец — из семьи иммигрантов еврейского происхождения (её дед Зелиг Борнштейн в 1920-е годы эмигрировал из Польши в Бельгию и работал в Антверпене у торговца бриллиантами, но погиб во время Холокоста; в 1925 году у него родился сын Жозеф Борнштейн, который впоследствии стал отцом Элизабет — в период оккупации Франции во Вторую мировую войну он участвовал в Сопротивлении, в 1944 году был депортирован в концлагерь Освенцим, после освобождения его советскими войсками в 1945 году вернулся во Францию, но в 1972 году покончил жизнь самоубийством). В 1950 году Жозеф получил французское гражданство; после его смерти у матери не было средств на содержание двух дочерей, и Элизабет в 11 лет получила как дочь умершего ветерана войны статус народной школьницы, что дало ей возможность продолжить обучение на стипендии.

### Образование
Окончила Политехническую школу и Национальную школу мостов и дорог, в 1987 году начала профессиональную карьеру в Министерстве транспорта и оборудования, впоследствии реорганизованное в Министерство экологии Франции.

### Карьера на государственной службе
В 1991—1993 годах работала в аппарате министра национального образования Лионеля Жоспена, а в 1997—2002 годах, когда Жоспен занимал должность премьер-министра Франции, отвечала в его администрации за проблемы транспорта.
В 2002 году стала директором по стратегии государственной компании французских железных дорог SNCF.
В 2007 году перешла в частную строительную компанию Eiffage.
В 2008 году пришла на государственную службу — пять лет занималась в мэрии Парижа вопросами развития города.
В 2013 году министр внутренних дел Мануэль Вальс назначил Борн префектом региона Пуату — Шаранта.
Возглавляла аппарат министра экологии Сеголен Руаяль.
19 мая 2015 года возглавила компанию парижского городского транспорта RATP — пятую в мире по пассажирообороту, которая частично осуществляет перевозки также за пределами столицы на территории региона Иль-де-Франс. Таким образом, Борн стала второй женщиной, назначенной президентом Олландом на должность руководителя крупной государственной компании (после Стефани Паллез, генерального директора компании Française des jeux — монополии в сфере лотерей и ставок на спорт) и второй женщиной-президентом RATP за всю историю компании (после Анн-Мари Идрак).
Долгое время была близка к Социалистической партии, затем вступила в партию «Вперёд, Республика!».

### В правительствах Эдуара Филиппа
17 мая 2017 года назначена ответственным министром транспорта при министре комплексных экологических преобразований Николя Юло в правительстве Филиппа.
21 июня 2017 года сохранила должность при формировании второго правительства Филиппа.
26 марта 2018 года объявлена забастовка государственной компании французских железных дорого SNCF, и на Борн правительством была возложена обязанность подготовить предложения о расширении конкуренции в железнодорожном транспорте.
16 июля 2019 года назначена министром комплексных экологических преобразований в том же правительстве, но не в ранге государственного министра, который имел её ушедший в отставку предшественник Франсуа де Рюжи.
В 2020 году вступила в партию «Территории прогресса», учреждённую 1 февраля 2020 года Оливье Дюссо и Жан-Ивом Ле Дрианом для консолидации левой части электората Эмманюэля Макрона.

### В правительстве Жана Кастекса
6 июля 2020 года при формировании правительства Кастекса получила портфель министра труда, занятости и интеграции.
5 мая 2022 года правящая коалиция опубликовала список 187 своих кандидатов на парламентских выборах 12 и 19 июня 2022 года — Элизабет Борн выдвинула свою кандидатуру в 6-м избирательном округе департамента Кальвадос в Нормандии.

### Первое правительство Борн
16 мая 2022 года переизбранный на второй срок полномочий президент Макрон после отставки Кастекса назначил Элизабет Борн премьер-министром (через 30 лет после Эдит Крессон она стала второй женщиной в истории Франции на этой должности).
20 мая генеральный секретарь администрации президента Алексис Колер объявил состав правительства.
19 июня 2022 года победила во втором туре парламентских выборов в 6-м округе департамента Кальвадос кандидатку левого блока Новый народный экологический и социальный союз Ное Гошар с результатом 52,3 %. При этом в целом исход выборов для правящей макронистской коалиции «Вместе» оказался относительно неудачным — она проиграла первый тур 12 июня с результатом 25,8 % голосов, а победителем стал левый блок (26,16 %). По итогам второго тура коалицию «Вместе» поддержали 38,6 % избирателей, что обеспечило ей лишь 246 депутатских мандатов из минимально необходимых для абсолютного большинства 289 (тем не менее, это крупнейшая фракция в новом составе Национального собрания). Левым достались 142 мандата, а на третьем месте оказалось крайне правое Национальное объединение (89 мандатов), что означало удвоение парламентского представительства партии Марин Ле Пен и её исторический успех. Кроме того, действующий министр экологии Амели де Моншален и министр здравоохранения Брижитт Бургиньон проиграли выборы в своих округах.
21 июня Элизабет Борн подала президенту Макрону прошение об отставке, но тот отклонил его, предложив правительству продолжить работу в переходный период.
25 июня 2022 года стала временно исполнять обязанности министра заморских территорий после отставки Яэль Браун-Пиве.

### Второе правительство Борн
4 июля 2022 года было сформировано второе правительство Борн.
1 декабря 2022 года в интервью газете Le Parisien Борн раскрыла детали подготовленного правительством проекта пенсионной реформы, который намерена 15 декабря передать для обсуждения социальным партнёрам (профсоюзам и организациям предпринимателей). Законопроект предполагает повышение к 2031 году возраста выхода на пенсию с 62 до 65 лет, что позволяет в течение десяти лет восстановить финансовый баланс пенсионной системы, но президент Макрон готов снизить предельный возраст до 64 лет при введении большего срока страховых выплат. Изменения коснутся летом 2023 года лиц, родившихся во второй половине 1961 года.
10 января 2023 года Борн представила Национальному собранию основные положения пенсионной реформы, которая предусматривает повышение возраста выхода на пенсию до 64 лет к 2030 году.
2 февраля 2023 года в интервью Каролин Ру на канале France 2 она подтвердила, что реформа защищает женщин, ссылаясь на инверсию периода взносов между мужчинами и женщинами и подчеркнув, что механизм, направленный на повышение малых пенсий, коснется в основном женщин.
16 марта 2023 года из-за неуверенности в возможности проведения реформы ввиду разногласий во фракции Республиканцев она использовала пункт 3 статьи 49 Конституции, который даёт правительству возможность принять проект без голосования в парламенте при условии вотума доверия кабинету.
11 декабря 2023 года Национальное собрание большинством в 270 голосов против 265 сняло с рассмотрения предложенный правительством законопроект об иммиграции.
19 декабря 2023 года парламент одобрил компромиссный вариант законопроекта, выработанный согласительной комиссией Национального собрания и Сената.
8 января 2024 года Элизабет Борн подала прошение об отставке, принятое президентом Макроном, и оставалась на своём посту до назначения, которое последовало на следующий день, новым премьер-министром Габриэля Атталя, министра просвещения в её втором правительстве.

### В правительстве Байру
23 декабря 2024 года при формировании правительства Байру получила портфель министра национального просвещения, высшего образования и научных исследований. Борн стала одним из четырёх членов Кабинета в ранге государственного министра.

## Личная жизнь
30 июня 1989 года Элизабет Борн вышла замуж за Оливье Айикса (Olivier Allix), в 1995 году у них родился сын Натан. Позднее этот брак распался.

## Награды
- 30 января 2008 года указом президента Франции награждена степенью кавалера ордена «За заслуги»[43]; указом от 14 ноября 2016 года награждена степенью офицера[44]
- 12 июля 2013 года указом президента Франции награждена степенью кавалера ордена Почётного легиона[45]
- В 2019 году, получив в своё ведение вопросы транспорта, стала по должности кавалером ордена Морских заслуг[46]